# 4/3/1943/Il fiume e la città
4/3/1943/Il fiume e la città è un 45 giri di Lucio Dalla pubblicato nel 1971 dalla RCA Italiana.

## Descrizione
La copertina raffigura un'immagine del porto di Manfredonia e della vicina piazza Diomede, in bianco e nero.

### 4/3/1943
Venne scritto da Paola Pallottino e Lucio Dalla; il titolo fa riferimento anche alla data di nascita di Dalla; l'arrangiamento è di Ruggero Cini.

### Il fiume e la città
Scritta da Sergio Bardotti per il testo e da Armando Franceschini e Dalla per la musica, la canzone era già stata pubblicata l'anno prima nell'album Terra di Gaibola; l'arrangiamento è curato da Guido e Maurizio De Angelis.

## Tracce
Lato A
1. 4/3/1943 – 3:40 (testo: Paola Pallottino – musica: Lucio Dalla; edizioni musicali RCA)

Lato B
1. Il fiume e la città – 3:48 (testo: Sergio Bardotti – musica: Lucio Dalla, Armando Franceschini; edizioni musicali Amici del Disco)